# Mzurów
Mzurów – wieś w Polsce położona w województwie śląskim, w powiecie myszkowskim, w gminie Niegowa.
| SIMC    | Nazwa     | Rodzaj    |
| ------- | --------- | --------- |
| 0139241 | Leopoldów | część wsi |

W latach 1954–1959 wieś należała i była siedzibą władz gromady Mzurów, po jej zniesieniu w gromadzie Niegowa. W latach 1975–1998 miejscowość administracyjnie należała do województwa częstochowskiego.